# چاه سنگی جبرانی ۱
چاه سنگی جبرانی ۱ مربوط به دوره ساسانیان - دوران‌های تاریخی پس از اسلام است و در شهرستان دیر، روستای جبرانی واقع شده و این اثر در تاریخ ۹ اردیبهشت ۱۳۸۲ با شمارهٔ ثبت ۸۴۰۲ به‌عنوان یکی از آثار ملی ایران به ثبت رسیده است.